# زيت خام حامض
النفط الخام الحامض (بالإنجليزية: Sour crude oil) هو زيت (نفط) خام يحتوي على كمية عالية من كبريت الشوائب. ومن الشائع العثور على النفط الخام الذي يحتوي على بعض الشوائب، فعندما يكون مستوى الكبريت الكلي في الزيت أكثر من 0.5٪ ، يسمى الزيت «حامض».
يجب إزالة الشوائب قبل أن يتم تكرير هذا الخام الأقل جودة إلى وقود للسيارات، وبالتالي زيادة تكلفة المعالجة، وينتج عن ذلك بنزين أعلى سعرًا من البنزين الخام الحلو. 
في الولايات المتحدة تحد اللوائح البيئية الحالية بشكل صارم من محتوى الكبريت في الوقود المكرر مثل الديزل والبنزين.
تكون غالبية الكبريت في النفط الخام مرتبطة بذرات الكربون، مع وجود كمية صغيرة تكون على شكل كبريت عنصري في المحلول وكغاز كبريتيد الهيدروجين. ويمكن أن يكون الزيت الحامض سامًا ومسببًا للتآكل، خاصة عندما يحتوي الزيت على مستويات أعلى من كبريتيد الهيدروجين، مما يشكل خطرًا على التنفس، وعند تركيزات منخفضة، يمنح الغاز للزيت رائحة البيض المتعفن. ولأسباب تتعلق بالسلامة، يحتاج النفط الخام الحامض إلى أن يستقر من خلال إزالة غاز كبريتيد الهيدروجين (H 2 S) منه قبل أن يتم نقل النفط الخام الحامض عن طريق ناقلات النفط.
بما أن الخام الحامض أكثر شيوعًا من الخام الحلو في الجزء الأمريكي من خليج المكسيك، فقد خرج بلاتس في مارس 2009 بمعيار (علامة النفط) خام حامض جديد يسمى «علامة الخام الأمريكي Americas Crude Marker اختصارا (ACM)».بالنسبة لـخام دبي وخام عمان، كليهما نفط خام حامض، وقد استخدما بوصفها معيارا (علامة النفط) لزيوت الشرق الأوسط لبعض الوقت.
المنتجين الرئيسيين للنفط الخام الحامض هم على ما يلي:
- أمريكا الشمالية: ألبرتا (كندا)، جزء الولايات المتحدة من خليج المكسيك، ألاسكا والمكسيك.
- أمريكا الجنوبية: فنزويلا وكولومبيا والإكوادور.
- الشرق الأوسط: المملكة العربية السعودية والعراق والكويت وإيران وسوريا ومصر. [1]